# ثانوية نانهاي التجريبية
ثانوية نانهاي التجريبية (بالصينية: 華南師範大學附屬中學南海實驗高級中學)(بالبينيين: Huánán Shīfàn Dàxué Fùshǔ Zhōngxué Nánhǎi Shíyàn Gāojí Zhōngxué) هي ثانوية عامة تقع في فوشان بالصين. أنشات عام 2002 م. المدرسة تخدم المرحلتين المتوسطة.